# Geai à poitrine noire
Cyanocorax affinis
Espèce
Statut de conservation UICN

 LC  : Préoccupation mineure
Le Geai à poitrine noire (Cyanocorax affinis) est une espèce de passereau de la famille des Corvidae.
Il se trouve en Colombie, au nord-ouest du Venezuela, au Panama et à l'extrême est du Costa Rica.
Ses habitats naturels sont les forêts subtropicales ou tropicales sèches, les forêts subtropicales ou tropicales humides.